# Aspects sociologiques
Aspects sociologiques est une revue scientifique fondée en 1992 dans le but de créer un espace de publication pour les étudiants de sociologie de l'Université Laval. Au fil des années, la revue s'est ouverte aux publications d'étudiants provenant d'autres disciplines et d'autres universités, puis à l'ensemble des jeunes chercheurs et chercheuses francophones. Les articles doivent toutefois conserver un caractère sociologique. Actuellement, la revue dépasse largement les seuls étudiants du Canada francophone et accueille des entretiens avec des auteurs importants, Claude Dubar, Françoise Héritier, Jean Baechler, Denys Delâge, Michel Freitag, à côté des articles de jeunes chercheurs et chercheuses.
Comme toute revue scientifique, Aspects sociologiques est doté d'un comité de lecture, composé d'étudiants et de professeurs de sociologie.

## Numéros publiés
- Volume 1, No. 2 – septembre 1993 – Les innovations technologiques.
- Volume 1, No. 3 – novembre 1993 – VINI, VIDI... VICI ?
- Volume 2, No. 3 – novembre 1994 – Homo Credens ou le besoin humain de croire.
- Volume 3, No. 1 – mars 1995 – Avenir.
- Volume 4, No. 1 & 2 – mai 1996 – Figurations contemporaines de la société : entre modernité et postmodernité.
- Volume 5, No. 1 – novembre 1996 – La pratique sociologique, entre l'observation et l'action.
- Volume 6, No. 1 – décembre 1997 – La couleur de la peau aux premiers regards.
- Volume 7, No. 1 – juillet 2000 – Mondialisation et cyberculture.
- Volume 8, No. 1 & 2 – printemps 2001 – Dossier spécial : le ou les suicides.
- Volume 9, No. 1 – septembre 2002.
- Volume 10, No. 1 – février 2003 – La sociologie allemande, entre tradition et modernité.
- Volume 10, No. 2 – décembre 2003 – Comprendre le lien social.
- Volume 11, No. 1 – octobre 2004 – Du Canada français au Québec.
- Volume 12, No. 1 – avril 2005 – Abîmes du politique.
- Volume 13, No 1 – août 2006 – Retour à la théorie.
- Volume 14, No 1 – mai 2007 – Ordre et violence.
- Volume 15, No 1 – mai 2008 – Identité et territoire, la question autochtone.
- Volume 16, No 1 – août 2009 – Éducation en transformation : entre réflexion et adaptation.
- Volume 17, No 1 - août 2010 - Société et arts martiaux
- Volume 18, No 1 - 2011 - Colloque 2008 : Sociologie contemporaines : objets, préoccupations et réflexions
- Volume 19, No 1-2 - 2012 - (in)sécurités
- Volume 20, No 1 - 2013 - Les impacts sociaux des nouvelles technologies
- Volume 21, No 1 - 2014 - Changement social
- Volume 22, No 1 - 2015 - Genre et sexualité : Quelques enjeux contemporains
- Volume 23, No 1 - 2016 - Perspectives contemporaines sur l'organisation des mondes de l'art